# Dasychira nachiensis
Dasychira nachiensis är en fjärilsart som beskrevs av Nobukatsu Marumo 1917. Dasychira nachiensis ingår i släktet Dasychira och familjen tofsspinnare. Inga underarter finns listade i Catalogue of Life.